# Sebsi

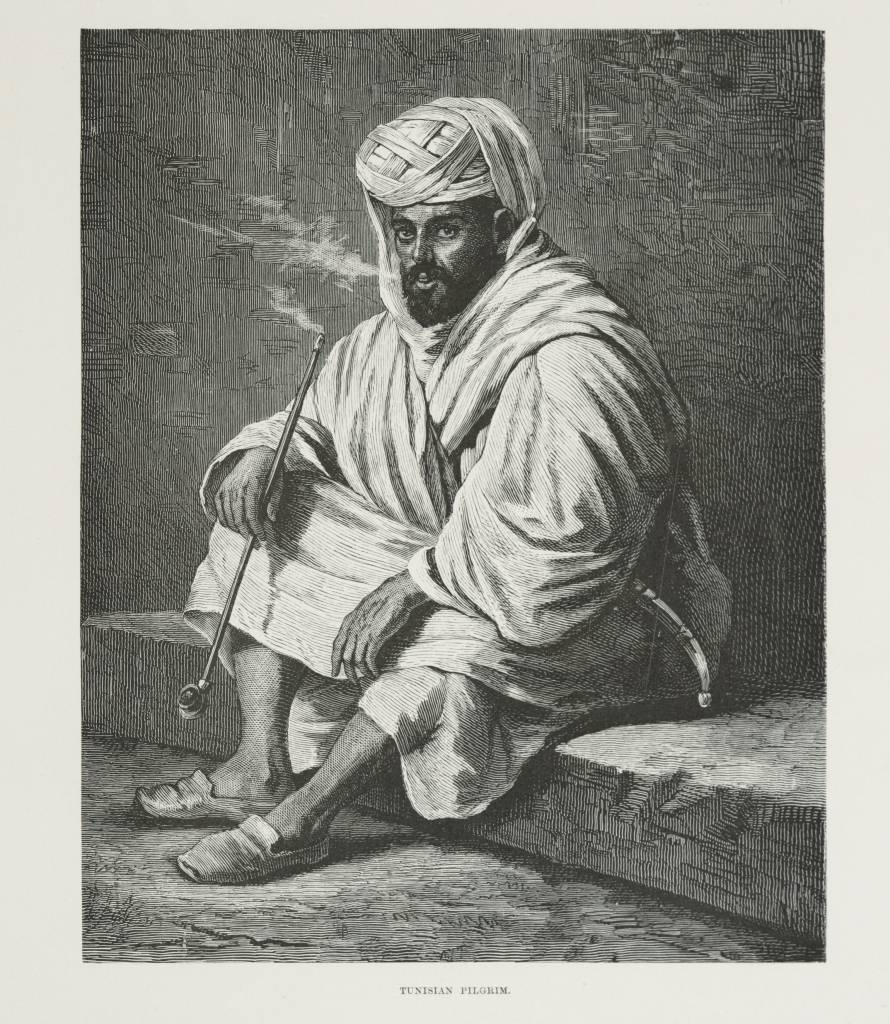
Ein Tunesier beim Rauchen einer Sebsi. Illustration von Alois Schönn für einen Reisebericht von Georg Ebers (1878)

Sebsi oder sibsi, arabisch سبسي, Plural sbasa, ist eine im Maghreb verbreitete Art der Pfeife als Rauchgerät.
Bei einer Sebsi handelt es sich um eine Pfeife mit einem ca. 20 bis 40 Zentimeter langen, dünnen Holm aus Laubholz als Pfeifenrohr und einer kleinen Brennkammer aus Ton als Pfeifenkopf („chkaf“), die üblicherweise einen Kubikzentimeter Volumen aufweist und zwei bis drei Inhalationen ermöglicht. Als Holz wird Strauch-Jasmin, Oleander oder Lorbeerblättriger Schneeball verwendet; die Pfeife dient häufig dem Cannabis-Konsum in Form des Kif. Ursprünglich aus Marokko stammend, verbreitete sich diese Pfeifenart über die gesamte arabischsprachige südliche und östliche Mittelmeerküste bis zur Balkanhalbinsel.
Am Hof der Beys von Tunis in Le Bardo war eines der begehrtesten Hofämter das des Pfeifenwarts für die aufwendige Zeremonie des gemeinsamen Rauchens, das als Kaid Sebsi, Kaid el Sebsi oder Kaid es-Sebsi bezeichnet wurde (el Sebsi wird im tunesischen Arabisch verschliffen zu Essebsi). Der Mameluke Ismail Caid Essebsi, der dieses Hofamt Mitte des 19. Jahrhunderts innegehabt hatte, nahm es als Name für seine Familie an, die zu einer der einflussreichsten in Tunesien wurde. Aus dieser Herkunftsfamilie stammt der 2014 bis 2019 amtierende tunesische Präsident Beji Caid Essebsi.

## Belege
1. ↑  Adolf Wahrmund: Handwörterbuch der arabischen und deutschen Sprache. Band 2: Deutsch-neuarabischer Theil. Ricker, Gießen 1870, Eintrag „Pfeife“, S. 335; Richard Slade Harrell, Harvey Sobelman (Hrsg.): A Dictionary of Moroccan Arabic (= Georgetown Classics in Arabic Language and Linguistics.). Georgetown University Press, Washington DC 2004, ISBN 1-58901-103-1, Eintrag „sebsi“, S. 134.
2. 1 2  Abderrahmane Merzouki, Joaquı́n Molero Mesa: Concerning Kif, a Cannabis Sativa L. Preparation Smoked in the Rif Mountains of Northern Morocco. In: Journal of Ethno-Pharmacology. Band 81, 2002, S. 403–406, doi:10.1016/S0378-8741(02)00119-8, hier S. 404 mit Abbildung 3 auf S. 405 (PDF).
3. ↑  Ethan Budd Russo, Abderrahmane Merzouki, Joaquín Molero Mesa, K. A. Frey, P. J. Bach: Cannabis Improves Night Vision: A Case Study of Dark Adaptometry and Scotopic Sensitivity in Kif Smokers of the Rifmountains of Northern Morocco. In: Journal of Ethnopharmacology. Band 93, 2004, S. 99–104, doi:10.1016/j.jep.2004.03.029, hier S. 102 (PDF).
4. ↑  Maximilian Hendler: Oboe – Metalltuba – Trommel. Organologisch-onomasiologische Untersuchungen zur Geschichte der Paraphernalieninstrumente. Lang, Frankfurt am Main 2001, ISBN 3-631-34487-2, Band 1: Blasinstrumente, S. 315.
5. ↑  M. Maalej, F. Cherif, T. Nacef: Particularities of Tobacco Use and Cessation Programmes in Tunisia. In: Karen Slama (Hrsg.): 9th World Conference on Tobacco and Health, 10–14 Oct. 1994. Springer, New York 1995, ISBN 978-1-4613-5779-7, S. 441–446, hier S. 442.
6. ↑  Hédi Slim, Ammar Mahjoubi, Khaled Belkhodja, Abdelmajid Ennabli: Histoire générale de la Tunisie. Band 3: Les temps modernes. Sud éditions, Tunis 2007, S. 360; im Zusammenhang der Hofämter insgesamt siehe E. Vayssettes: Histoire des derniers beys de Constantine, depuis 1793 jusqu’à la chute d’Hadj-Ahmed. In: Société historique algérienne (Hrsg.): Revue africaine. Band 13, 1858, S. 107–123, hier S. 113.